# 2005 Hencke
A 2005 Hencke (ideiglenes jelöléssel 1973 RA) a Naprendszer kisbolygóövében található aszteroida. Paul Wild fedezte fel 1973. szeptember 2-án. Nevét Karl Ludwig Hencke, német csillagászról kapta.